# 韦尔塔德雷
韦尔塔德雷，是西班牙卡斯蒂利亚-莱昂布尔戈斯省的一个市镇。总面积98平方公里，总人口1200人（2001年），人口密度12人/平方公里。